# Xenophyophorea
Los xenofióforos (Xenophyophorea) son un grupo de protistas unicelulares gigantes presentes en gran número en los fondos abisales a gran profundidad. Superficialmente se parecen a esponjas, por lo que originalmente en 1889 fueron clasificados como poríferos, posteriormente como amebas con testa y después en su propio filo. Estudios genéticos recientes sugieren que los xenofióforos son un grupo especializado de foraminíferos. 
Los xenofióforos son difíciles de estudiar debido a su extrema fragilidad. Los especímenes resultan invariablemente dañados durante la recolección, haciéndolos inútiles para el estudio o cultivo. Por esta razón, se conoce muy poco sobre su ciclo vital. Como se presentan en gran número en todos los océanos del mundo, los xenofióforos podrían ser agentes indispensables en el proceso de deposición de sedimentos y en el mantenimiento de la diversidad biológica de los organismos bentónicos.
Se conocen unas 42 especies en 15 géneros y 2 órdenes. Una de las especies, Syringammina fragilissima, es uno de los protozoos más grandes conocidos, con un diámetro máximo de 20 cm.

## Descripción
Abundantes aunque poco comprendidos, los xenofióforos son organismos delicados que presentan formas diversas. Algunos se asemejan a discos planos, tetraedros o esponjas globulares. Las condiciones ambientales locales, tales como la velocidad y dirección de las corrientes, determinan en parte su forma. Su cuerpo está constituido esencialmente por un fluido viscoso de citoplasma que contiene numerosos núcleos distribuidos uniformemente. Todo ello está contenido en un sistema de tubos ramificados (denominado granellare) compuesto por una sustancia orgánica que actúa como cemento.
Se alimentan en los depósitos bentónicos a través de los sedimentos fangosos del fondo marino. Mientras se alimentan, excretan una sustancia mucilaginosa. Esta sustancia puede cubrir extensas áreas en los lugares donde hay grandes concentraciones de individuos, tales como los fondos de las fosas oceánicas. Las densidades de las poblaciones locales pueden alcanzar 2000 individuos por 100 m², lo que los convierte en los organismos dominantes en algunas áreas. Parece que estos protozoos gigantes se alimentan de forma similar a las amebas, envolviendo al alimento con sus seudópodos. La mayoría forma parte de la epifauna (viviendo sobre el fondo marino), pero una especie, Occultammina profunda, pertenece a la infrafauna, pues se entierra hasta 6 cm de profundidad en el sedimento.
Sus secreciones similares a pegamento producen la agregación de sedimentos y de su propia materia fecal (denominada stercomes) que se acumulan en masas (denominadas stercomares) en sus proximidades. Así, estos organismos forman estructuras que se proyectan desde el fondo marino. Esta característica también explica su nombre, que deriva del griego y significa "formador de cuerpos externos". Un caparazón protector se aglutina alrededor del cuerpo del xenofióforo, compuesto de minerales y de los esqueletos microscópicos de otros organismos, tales como esponjas, radiolarios y otros foraminíferos.

## Ecología
Los xenofióforos pueden ser una parte importante del ecosistema bentónico en virtud de su constante bioturbación de los sedimentos, proporcionando un hábitat a otros organismos tales como isópodos. Investigaciones recientes han demostrado que las áreas dominadas por xenofióforos contienen un número 3-4 veces mayor de crustáceos bentónicos, equinodermos y moluscos que las áreas equivalentes no habitadas por estos organismos. Además los xenofióforos constituyen un huésped para varios organismos comensales tales como isópodos (por ejemplo, el género Hebefustis), gusanos sipuncúlidos, poliquetos, nematodos y copépodos harpacticoides, algunos de los cuales son residentes semipermanentes dentro de la testa del xenofióforo. Los ofiuroideos parece que también tienen alguna clase de relación con los xenofióforos, puesto que siempre se los encuentra por encima o por debajo de estos organismos.

## Discusión
Xenophyophorea es un grupo de protistas de posición taxonómica incierta, considerado habitualmente un grupo especializado de foraminíferos con la categoría de clase. Estudios recientes de filogenia molecular han permitido reconocer dos grandes clados de foraminíferos (Tubothalamea y Globothalamea) y a un grupo parafilético denominado informalmente Monothalamea, que incluye a los ancestros de los otros dos. En este esquema Xenophyophorea se incluye en Monothalamea junto con los órdenes de foraminíferos Allogromiida y Astrorhizida. Por tanto, son necesarios estudios adicionales para resolver la filogenia de Monothalamea. Dado que la clasificación de los foraminíferos todavía no está resuelta, siendo conservadores se ha mantenido a Xenophyophorea como clase independiente.
Dado que el rango taxonómico de los foraminíferos ha variado según los autores, pasando de orden (orden Foraminiferida) a clase (clase Foraminifera  o Foraminiferea), y de clase a filo (filo Foraminifera), dependiendo de cual sea su relación con los foraminíferos, su posición taxonómica también variará de la misma manera. Algunos autores la han considerado en la categoría de subclase (subclase Xenophyophoria) y otros en la categoría de filo (filo Xenophyophora).
Estudios de filogenia molecular indican que los xenofióforos están relacionados con el foraminífero Rhizammina, por lo que clasificaciones recientes ha propuesto rebajarlos a la categoría de superfamilia, es decir, superfamilia Xenophyophoroidea, dentro del suborden Astrorhizina, del orden Astrorhizida y de la subclase Textulariia.

## Clasificación
La clase Xenophyophorea o subclase Xenophyophoria incluye a los siguientes órdenes:
- Orden Stannomida
- Orden Psamminida